# Prymityw (album)
Prymityw – wydana w 1994 płyta zespołu T.Love. Zmienił się na niej styl muzyczny zespołu. Po odejściu gitarzysty, kompozytora i podpory zespołu, Jana Benedeka muzycznie T.Love odszedł od stonesowskiej, rock’n’rollowej stylizacji, a wszedł w fazę rockową, momentami zahaczającą nawet o punk rock. Singlami promującymi były „Berlin–Paryż–Londyn”, „Wakacje” i „Bóg”, z których największym przebojem stał się ten ostatni.
W 1997 album uzyskał certyfikat złotej płyty za sprzedaż ponad 50 000 egzemplarzy.
W 2014 roku pojawiła się reedycja albumu wzbogacona o 3 nowe utwory.

## Lista utworów
1. „To nie jest miłość” – 3:15
2. „Potrzebuję wczoraj” – 3:25
3. „Chłopcy” – 2:43
4. „Mecz” – 3:17
5. „Berlin-Paryż-Londyn” – 3:08
6. „Kapeloland” – 4:16
7. „Gloria” – 4:11
8. „T.Love, T.Love” – 3:48
9. „Jednoręki bandyta” – 3:48
10. „Złygmunt Staszczyk” – 2:21
11. „Jaś i Marysia” – 3:35
12. „Brutalna niedziela” – 4:32
13. „Bóg” – 3:56
14. „Nic do stracenia” – 2:58
15. „Wakacje” – 2:36

### Bonusy[4]
1. „Pole Garncarza” – 3:02
2. „Italia” – 3:02
3. „Jałta” – 4:38

## Skład
- Muniek Staszczyk –  głos
- Jacek Perkowski – gitara elektryczna
- Maciej Majchrzak – gitara elektryczna
- Paweł Nazimek – gitara basowa
- Jarosław Polak – perkusja, instrumenty perkusyjne